# 미카도역
미카도역(일본어: 三門駅, みかどえき)은 일본 지바현 이스미시에 있는 동일본 여객철도의 철도역이다.

## 역 구조
단식 1면 1선 구조의 지상역이다. 가쓰우라역이 관리하는 무인역으로, 승차역 증명서 발행기가 놓여 있다. 간이 개찰기에서 스이카 및 제휴 교통카드의 사용이 가능하다.

## 역세권 정보
- 국도 제128호선

## 역사
- 1903년 8월 16일 - 보소 철도의 조자마치 역 ~ 오하라 역 사이에 화물역으로 새로이 개업했다.
- 1905년 1월 14일 - 여객 영업을 개시했다. 화물 취급은 1962년에 중단했다.
- 1907년 9월 1일 - 국유화에 따라 일본국유철도 소속이 되었다.
- 1987년 4월 1일 - 민영화에 따라 동일본 여객철도의 소속이 되었다.
- 2004년 10월 16일 - 스이카의 사용이 개시되었다.

## 인접역
| 동일본 여객철도 소토보 선 | 동일본 여객철도 소토보 선 | 동일본 여객철도 소토보 선 |
| ------------------------- | ------------------------- | ------------------------- |
| 조자마치 지바 방면        | ■ 소토보 선               | 오하라 아와카모가와 방면  |